# Cenchrus robustus
Cenchrus robustus är en gräsart som beskrevs av Robert D. Webster. Cenchrus robustus ingår i släktet tagghirser, och familjen gräs.
Artens utbredningsområde är Queensland. Inga underarter finns listade i Catalogue of Life.